# Großer Leuchtkäfer
Der Große Leuchtkäfer bzw. das Große Glühwürmchen oder Große Johanniswürmchen (Lampyris noctiluca) ist eine Käferart aus der Familie Leuchtkäfer (Lampyridae).

## Merkmale
Wie bei anderen Lampyriden kann der Kopf fast gänzlich unter dem breiten Halsschild verborgen sein. Die beiden Geschlechter zeigen, ebenfalls wie oft bei Lampyriden, ausgeprägten Sexualdimorphismus.
Die Männchen haben eine Körperlänge von 10 bis 12 Millimetern. Sie sind geflügelt und flugfähig. Am siebten Hinterleibssternit befinden sich zwei kleine, schwer erkennbare Leuchtflecken. Die Männchen haben sehr große Komplexaugen, die einander vorne berühren. Der Körper der Männchen ist braun bis gelbbraun. Die Spitze des herzförmigen Schildchens (Scutellum) ist oft gelblich. Die Deckflügel tragen drei bis vier kurze, schwach ausgeprägte Längsrippen, ihre Oberfläche ist fein aufgeraut sowie locker, kurz behaart. Die Beine sind heller als der Körper. Die Seitenränder des vorne abgerundeten und hinten an den Ecken zugespitzten Halsschildes sind gelblich.
Die Weibchen sind 15 bis 20 Millimeter lang, selten auch kleiner. Sie sind gänzlich ungeflügelt (apter), besitzen also weder Flügel (alae), noch Deckflügelstummel (auch: „Flügeldeckenstummel“) und ähneln daher in ihrem Erscheinen ihren Larven. Ihre Augen sind kleiner als beim Männchen und berühren einander nicht. Am sechsten und siebten Hinterleibssternit befindet sich jeweils eine unpaare Leuchtplatte, am achten Hinterleibssternit befinden sich zwei Leuchtpunkte, woraus sich insgesamt ein großer Leuchtapparat vom sechsten bis zum achten Hinterleibssternit ergibt. Ein Scutellum ist weder klar ausgebildet, noch angedeutet. Am Ende des Hinterleibs befinden sich ausstülpbare Schläuche, mit denen sich das Weibchen am Substrat festhalten kann. Die Weibchen haben einen rotbraunen Körper, die Beine sind nicht heller. Der Seitenrand des Halsschildes ist gelblich, gleichers gilt für die die hinteren Winkel von Mesothorax und Metathorax. Zudem verläuft eine feine gelbliche Mittellinie in Körperlängsrichtung über die Hinterleibstergite.
Die Männchen des Großen Leuchtkäfers unterscheiden sich von denen des Kleinen Leuchtkäfers (Lamprohiza splendidula) durch das Fehlen der zwei transparenten Fenster am Vorderrand des Halsschilds sowie durch das Fehlen der Leuchtplatten am fünften und sechsten Hinterleibssternit. Die Weibchen unterscheiden sich von denen des Kleinen Leuchtkäfers unter anderem durch das Fehlen der Deckflügelstummel.

## Vorkommen
Die Art ist in Europa und Asien verbreitet und tritt im Norden bis in den Süden Norwegens und Zentralschweden und -finnland auf. Im Süden umfasst die Verbreitung auch den Mittelmeerraum. Auf den Britischen Inseln ist die Art lokal verbreitet. Sie besiedelt Waldränder und Wiesen, aber auch Gärten und Parks, vom Flachland bis ins Bergvorland. In den Schweizer Alpen ist die Art bis in Höhen von etwa 1800 Meter nachgewiesen. Die Flugzeit ist von Juni bis September.

## Lebensweise
Die Tiere sind dämmerungs- und nachtaktiv. Die Imagines nehmen keine Nahrung mehr zu sich.

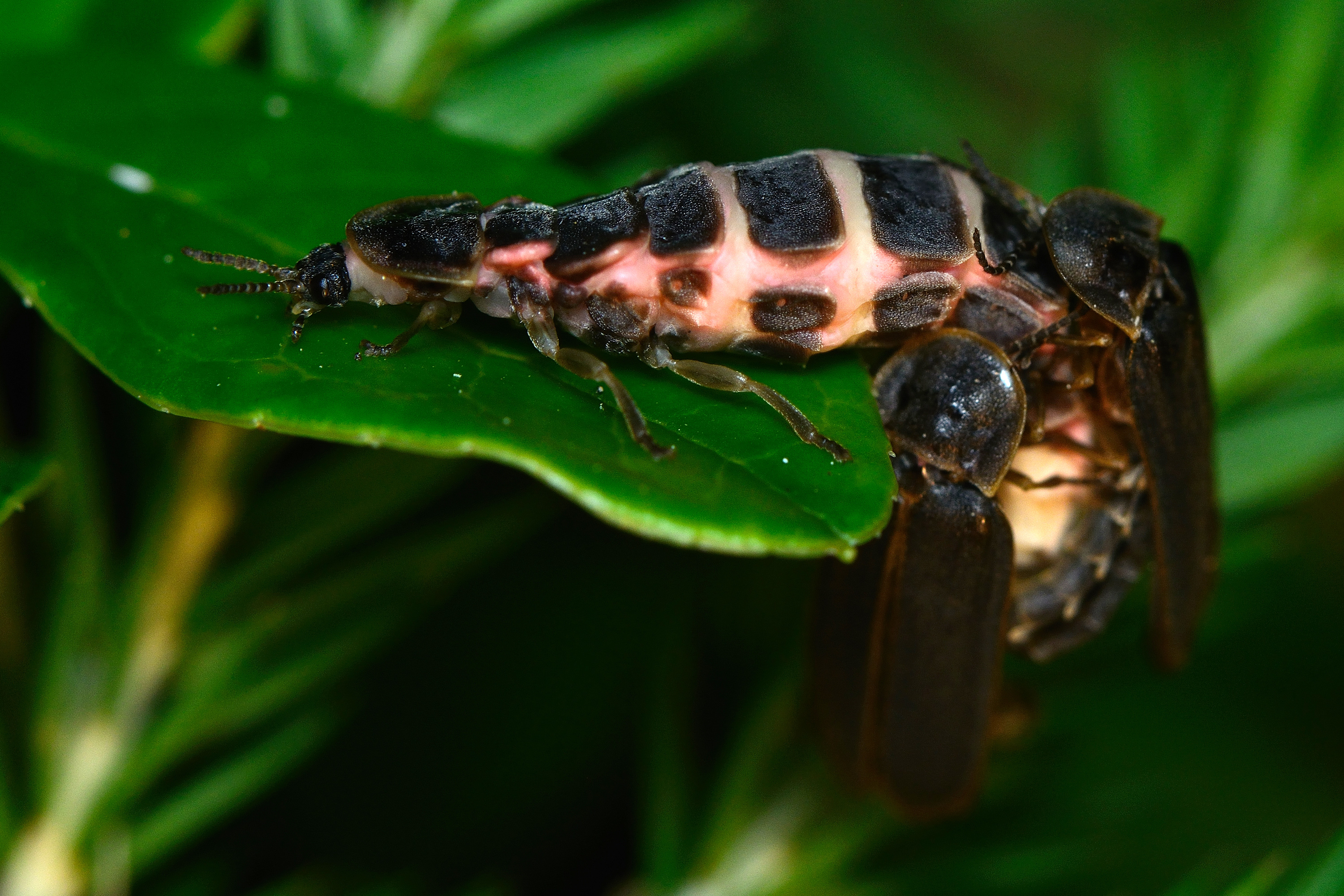
Paarungsverhalten eines leuchtenden Weibchens (links) mit zwei Männchen

Das Leuchten erfüllt in erster Linie die Funktion, Männchen und Weibchen zur Paarung zusammenzuführen. Die adulten Männchen fliegen umher, suchen und erkennen die weiblichen Imagines, die am Boden auf der Stelle sitzend die nicht leuchtenden männlichen Sexualpartner durch ein artspezifisches Signal (so unterscheidet sich etwa das Leuchtmuster von dem der Weibchen des Kleinen Leuchtkäfers) auf sich aufmerksam machen und anlocken. Die Codierung artspezifischer Informationen in den Leuchtsignalen der Sexualkommunikation ist sinnvoll, da verschiedene Leuchtkäferarten im gleichen Biotop vorkommen können. Ihre auf der Bauchseite gelegenen Leuchtorgane zeigen die Weibchen deutlich vor, indem sie ihren Hinterleib entsprechend verdrehen. Ähnlich wie beim Kleinen Leuchtkäfer und anders als etwa bei der in Südeuropa verbreiteten Leuchtkäferart Luciola lusitanica erfolgt das Leuchten im Sexualkommunikationssystem des Großen Leuchtkäfers gleichmäßig und wird nicht rhythmisch unterbrochen. Unter den verschiedenen Sexualkommunikationssystemen von Leuchtkäfern weist der Große Leuchtkäfer den einfachsten Fall dieses Phänomens auf, indem das Weibchen lediglich darauf wartet, dass das Männchen das Leuchten des Weibchens wahrnimmt und sich zum Weibchen begibt. Das Weibchen stirbt kurz nach der Eiablage.

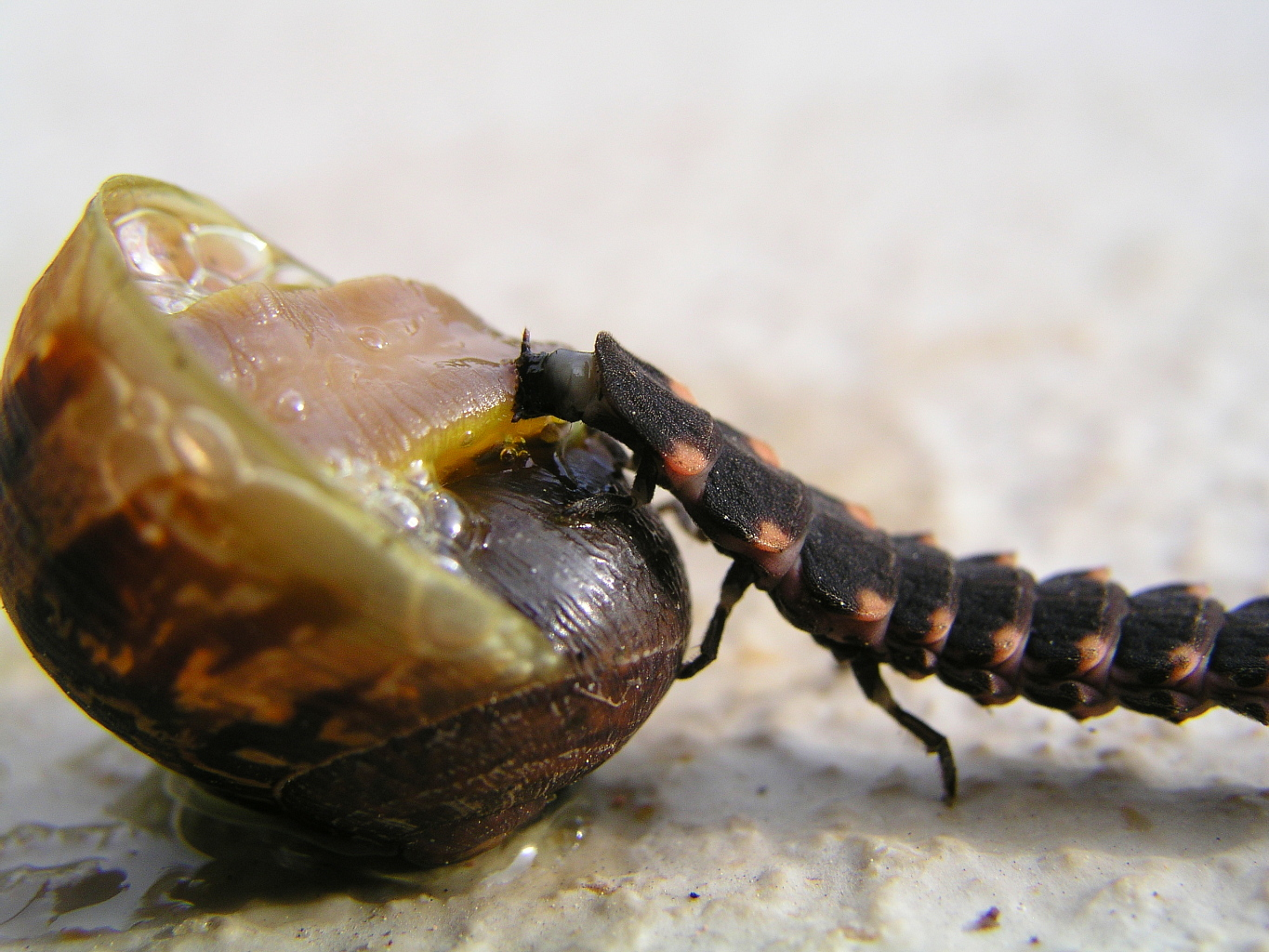
Larve beim Fressen an einer Gehäuseschnecke

Der Zeitraum bis zum Schlüpfen der Larven ist witterungsabhängig und dauert zwischen 27 und 45 Tage. Die an Asseln erinnernden Larven ernähren sich räuberisch von Nackt- und Gehäuseschnecken. Die Larve spürt die Schnecken mithilfe ihrer sensiblen Antennen auf. Die Schnecken werden dann durch einen Giftbiss mit den Mandibeln getötet. Die gelähmte Beute kann in einen Schlupfwinkel verbracht und dort in zerkleinerter Form gefressen werden. Extraintestinale Verdauung findet dabei nicht statt. Die Larven benötigen zwei bis drei Jahre für ihre Entwicklung. Die ausgewachsenen Käfer erscheinen zwischen Mai und Juli.

## Bedrohung
Glühwürmchen sind durch Pestizideinsatz, Schneckenbekämpfung und Lichtverschmutzung gefährdet und fast überall im Rückgang begriffen. 2019 wurde das Glühwürmchen in der Schweiz zum Tier des Jahres gewählt.

### Naturführer
- Karl Wilhelm Harde, Frantisek Severa, Edwin Möhn: Der Kosmos Käferführer: Die mitteleuropäischen Käfer. Franckh-Kosmos Verlag, Stuttgart 2000, ISBN 3-440-06959-1.
- Jiři Zahradnik, Irmgard Jung, Dieter Jung u. a.: Käfer Mittel- und Nordwesteuropas. Parey, Berlin 1985, ISBN 3-490-27118-1, S. 173 f.
- Georg Möller, Reiner Grube, Ekkehard Wachmann: Der Fauna Käferführer I – Käfer im und am Wald Fauna-Verlag, Nottuln 2006, ISBN 3-935980-25-6.

### Wissenschaftliche Veröffentlichungen
- Hans Helmut Schwalb: Beiträge zur Biologie der einheimischen Lampyriden Lampyris noctiluca GEOFFR. und Phausis splendidula LEC. und experimentelle Analyse ihres Beutefang- und Sexualverhaltens. In: Zool. Jb. Syst. (Zoologische Jahrbücher: Abteilung für Systematik). Band 88, Nr. 4, 1961, S. 399–550.